# Habitatge al carrer Nou, 15 (Amer)
L'Habitatge al carrer Nou, 15 és una obra d'Amer (Selva) inclosa a l'Inventari del Patrimoni Arquitectònic de Catalunya.

## Descripció
Edifici entre mitgeres de quatre plantes i terrassa situat al costat esquerre del carrer Nou. Està arrebossat i pintat, excepte els marcs de les obertures del primer pis, que són de pedra sorrenca.
La planta baixa consta d'un portal de garatge de porta metàl·lica. El primer pis conté un balcó corregut amb dues obertures emmarcades de pedra sorrenca en grans blocs i una barana de ferro. Al segon pis hi ha una finestra quadrada i al tercer pis hi ha un antic badiu amb dues finestres d'obra de rajola i arrebossat en forma d'arc de mig punt i amb les impostes de rajola ben visibles. A sobre hi ha la terrassa amb dos trams de barana de ferro i dos pilars culminats amb una peça de rajola que tanquen la façana.

## Història
Casa originaria del segle xviii amb reformes durant els segles XIX i XX.
Aquest edifici ha estat modificat i reformat entre 1990 i 2000. S'ha modificat el balcó, la barana i la planta baixa. Possiblement l'antiga porta principal del primer pis passés a formar part de la nova porta d'accés al balcó del primer pis.